# Rem als Jocs Olímpics d'estiu de 1988
Als Jocs Olímpics d'Estiu de 1988 celebrats a la ciutat de Seül (Corea del Sud) es disputaren 14 proves de rem, 8 en categoria masculina i 6 en categoria femenina. Les proves tingueren lloc entre els dies 19 i 25 de setembre de 1988 a les instal·lacions esportives del riu Han.
Hi participaren un total de 592 remers, entre ells 399 homes i 193 dones, de 38 comitès nacionals diferents

## Resum de medalles

### Categoria masculina
| Prova                        | Or | Argent | Bronze |
| Scull individual Detalls     | Thomas Lange | Peter-Michael Kolbe | Eric Verdonk |
| Doble Scull Detalls          | Països BaixosNico Rienks · Ronald Florijn | SuïssaBeat Schwerzmann · Ueli Bodenmann | Unió SovièticaAleksandr Marchenko · Vasily Yakusha |
| Quàdruple Scull Detalls      | ItàliaAgostino Abbagnale · Davide Tizzano · Gianluca Farina · Piero Poli                                                                                          | NoruegaAlf Hansen · Rolf Thorsen · Lars Bjønness · Vetle Vinje | RDAJens Köppen · Steffen Zühlke · Steffen Bogs · Heiko Habermann |
| Dos sense timoner Detalls    | Regne UnitAndy Holmes · Steve Redgrave | RomaniaDănuţ Dobre · Dragoş Neagu | IugoslàviaSadik Mujkic · Bojan Preseren |
| Dos amb timoner Detalls      | ItàliaGiuseppe di Capua · Carmine Abbagnale · Giuseppe Abbagnale                                                                                                  | RDAMario Streit · Detlef Kirchhoff · René Rensch | Regne UnitPatrick Sweeney · Andy Holmes · Steve Redgrave |
| Quatre sense timoner Detalls | RDARoland Schröder · Ralf Brudel · Olaf Förster · Thomas Greiner                                                                                                  | Estats UnitsRaoul Rodriguez · Thomas Bohrer · Richard Kennelly · David Krmpotich                                                                                                 | RFAGuido Grabow · Volker Grabow · Norbert Keßlau · Joerg Puttlitz |
| Quatre amb timoner Detalls   | RDABernd Niesecke · Hendrik Reiher · Karsten Schmelling · Bernd Eichwurzel · Frank Klawonn                                                                        | RomaniaDimitrie Popescu · Ioan Snep · Vasile Tomoiagă · Ladislav Lovrenski · Valenti Robu                                                                                        | Nova ZelandaChris White · Ian Wright · Andrew Bird · Greg Johnston · George Keys                                                                                          |
| Vuit amb timoner Detalls     | RFABahne Rabe · Eckhardt Schultz · Ansgar Wessling · Wolfgang Maennig · Matthias Mellinghaus · Thomas Möllenkamp · Thomas Domian · Armin Eichholz · Manfred Klein | Unió SovièticaViktor Omelyanovich · Vasily Tikhonov · Andrey Vasilyev · Pavel Gurkovsky · Nikolay Kumarov · Aleksandr Lukvanov · Veniamin But · Viktor Diduk · Aleksandr Dumchev | Estats UnitsMichael F. Teti · Jonathan Smith · Edward B. Patton · John D. Rusher · Peter Nordell · Jeffrey McLaughlin · W. Douglas Burden · John Pescatore · Seth D Bauer |

### Categoria femenina
| Prova                               | Or | Argent | Bronze |
| Scull individual Detalls            | Jutta Behrendt | Anne Marden | Magdalena Gueorguieva |
| Doble Scull Detalls                 | RDABirgit Peter · Martina Schroeter | Romania Elisabeta Lipă · Veronica Cogeanu | BulgàriaStefka Madina · Violeta Ninova                                                                                                |
| Quàdruple Scull amb timoner Detalls | RDAKerstin Foerster · Kristina Mundt · Beate Schramm · Jana Sorgers                                                                               | Unió SovièticaIrina Kalimbet · Svetlana Mazyi · Inna Frolova · Antonina Doumtcheva                                                                                     | RomaniaAnişoara Bălan · Anişoara Minea · Veronica Cogeanu · Elisabeta Lipă                                                            |
| Dos sense timoner Detalls           | RomaniaOlga Homeghi · Rodica Arba | BulgàriaRadka Stoiànova · Lalka Berbèrova | Nova ZelandaNicola Payne · Lynley Hannen                                                                                              |
| Quatre amb timoner Detalls          | RDAMartina Walther · Gerlinde Doberschütz · Carola Hornig · Birte Siech · Sylvia Rose                                                             | R.P. de la XinaZhang Xianghua · Hu Yadong · Yang Xiao · Zhou Shouying · Li Ronghua                                                                                     | RomaniaMariorara Trasca · Veronica Necula · Herta Anitas · Doina Lilian Balan · Ecatarina Dancia                                      |
| Vuit amb timoner Detalls            | RDAAnnegret Strauch · Judith Ziedler · Kathrin Haacker · Ute Wild · Anja Kluge · Betrix Schroer · Ramona Balthasar · Uta Stange · Daniela Neunast | RomaniaDoina Lilian Snep-Balan · Veronica Necula · Herta Anitas · Mariorara Trasca · Adriana Bazon · Mihaela Armasescu · Rodica Arba · Olga Homeghi · Ecatarina Dancia | R.P. de la XinaZhou Xiuhua · Zhang Yali · He Yanwen · Han Yaqin · Zhang Xianghua · Zhou Shouying · Yang Xiao · Hu Yadong · Li Ronghua |

## Medaller
| Posició | País            | Or | Argent | Bronze | Total |
| 1       | RDA             | 8  | 1      | 1      | 10    |
| 2       | Itàlia          | 2  | 0      | 0      | 2     |
| 3       | Romania         | 1  | 4      | 2      | 7     |
| 4       | RFA             | 1  | 1      | 1      | 3     |
| 5       | Regne Unit      | 1  | 0      | 1      | 2     |
| 6       | Països Baixos   | 1  | 0      | 0      | 1     |
| 7       | Estats Units    | 0  | 2      | 1      | 3     |
| 7       | Unió Soviètica  | 0  | 2      | 1      | 3     |
| 9       | Bulgària        | 0  | 1      | 2      | 3     |
| 10      | R.P. de la Xina | 0  | 1      | 1      | 2     |
| 11      | Noruega         | 0  | 1      | 0      | 1     |
| 11      | Suïssa          | 0  | 1      | 0      | 1     |
| 13      | Nova Zelanda    | 0  | 0      | 3      | 3     |
| 14      | Iugoslàvia      | 0  | 0      | 1      | 1     |